# Oh, Serafina!
Oh, Serafina! è un film italiano del 1976 diretto da Alberto Lattuada e tratto dal romanzo omonimo di Giuseppe Berto.
È una delle ultime apparizioni di Renato Pinciroli, deceduto un mese prima dell'uscita del film, nonché la prima di Jinny Steffan.

## Trama
Augusto Valle è un industriale tenero, svampito ed ecologista. Sposa per amore una sua operaia, che invece ha accettato la sua proposta solo per interesse e che ben presto provvede a farlo internare in un manicomio. A questo scopo seduce molte persone, tra cui il sindaco che avalla l'operazione. Ciò fa venire il dubbio ad Augusto che il figlio nato dal matrimonio, Giuseppe, non sia suo. Poco prima di venire internato, Augusto scopre che il suo timore è infondato e questo lo convince a non arrendersi. In manicomio non si troverà affatto male, anzi proprio qui trova finalmente la sua anima gemella.

## Produzione

### Riprese
Il film è stato girato in varie località lombarde, soprattutto nella provincia di Cremona e in quella di Milano. Il manicomio è in realtà l'ex convento di Santa Maria della Croce, adiacente all'omonimo santuario e situato a Crema, frazione Santa Maria della Croce. La villa di famiglia di Serafina è Villa San Michele a Ripalta Cremasca, frazione San Michele. La fabbrica di Augusto è nel paese di Palosco, in provincia di Bergamo. Il campanile dal quale si getta il padre di Augusto è quello della Chiesa di Santa Margherita a Settimo Milanese. Infine c'è la Basilica di San Francesco a Assisi, unico luogo non lombardo del film.

## Distribuzione
Distribuito dalla Cineriz il 28 ottobre 1976, con doppiaggio eseguito presso la C.D.S. con la collaborazione della Cine Video Doppiatori (direttrice di doppiaggio: Fede Arnaud). Il film fu vietato ai minori di 18 anni.
Nella versione home video risultano tagliate la scena in cui Serafina si ferisce da sola la pancia e la scena di passione tra un'infermiera e Serafina.

## Riconoscimenti
Per le musiche del film, Fred Bongusto ottenne il Nastro d'argento alla migliore colonna sonora.
Per la sua interpretazione, Angelica Ippolito ottenne un premio speciale ai David di Donatello 1977.